# Ante Tešija
Ante Tešija (Lećevica, 29. listopada 1913. – Crikvenica, 1. rujna 2012.), atletski trener, atletičar i gimnastičar. Posebno se istaknuo kao trener bacača kladiva Krešimira Račića sudionika OI u Melbourneu 1956. godine, također i Australca Kena Lorrowaya finalista OI 1980. u Moskvi. Kao trener u hrvatskoj djelovao je u klubovima: AK Jadran Crikvenica, AK Karlovac, ASK Split.

## Nagrade i priznanja
- 2000. Državna nagrada za šport "Franjo Bučar"
- 2000. Nagrada Grada Crikvenice za životno djelo[2]
- 2016. Nagrada za iznimni doprinos razvoju hrvatske atletike (postumno)[3]